# Niepełnosprawność (kwartalnik)
Niepełnosprawność: zagadnienia, problemy, rozwiązania  – polski kwartalnik naukowy wydawany przez Państwowy Fundusz Rehabilitacji Osób Niepełnosprawnych w Warszawie. Od 2015 redaktorem naczelnym jest dr Krzysztof Czechowski (w latach 2011–2014 pełniący funkcję z-cy redaktora naczelnego), zaś przewodniczącym rady programowej jest każdorazowo aktualny prezes zarządu PFRON.
Czasopismo ma charakter interdyscyplinarny, jego tematyka dotyczy kwestii rehabilitacji i aktywizacji osób niepełnosprawnych. Prezentowane są ujęcia teoretyczne i analizy praktyki oraz doniesienia o najnowszych badaniach. Problematyka: społeczna, prawna, instytucjonalna, psychologiczna, pedagogiczna, medyczna, architektoniczna i inna dotykająca kobiet i mężczyzn z niepełnosprawnością. Zgodnie z Komunikatem Ministra Nauki i Szkolnictwa Wyższego z dnia 18 grudnia 2015 r., kwartalnik uzyskał 8 punktów w ocenie parametrycznej czasopism naukowych. W 2019 r. czasopismo po raz kolejny pozytywnie przeszło proces ewaluacji ICI Journals Master List za rok 2018, której wynikiem jest przyznanie wskaźnika ICV (Index Copernicus Value) w wysokości 76,34  pkt. (ocena ICV w latach poprzednich to: 2014 r. – 55,69; 2015 r. – 67,46; 2016 r. – 69,34;). Zastępcą redaktora naczelnego oraz redaktorem tematycznym jest prof dr hab n. med. Anna Wilmowska-Pietruszyńska. Sekretarzem redakcji od 2015 jest Elżbieta Nobis (do listopada 2015 redaktorem naczelnym pisma była Aleksandra Perchla-Włosik).
W czasopiśmie publikowane są aktualne informacje i doniesienia naukowe w zakresie rehabilitacji osób niepełnosprawnych. W 2013 r. redakcja kwartalnika otrzymała wyłączną zgodę Dyrektora Generalnego Światowej Organizacji Zdrowia (WHO) na tłumaczenie i opublikowanie "Światowego Raportu o Niepełnosprawności" oraz Projektu Globalnego Planu Działania WHO na rzecz niepełnosprawności na lata 2014–2021: Lepsze zdrowie dla wszystkich osób niepełnosprawnych.